# FIA European Truck Racing Championship 2013

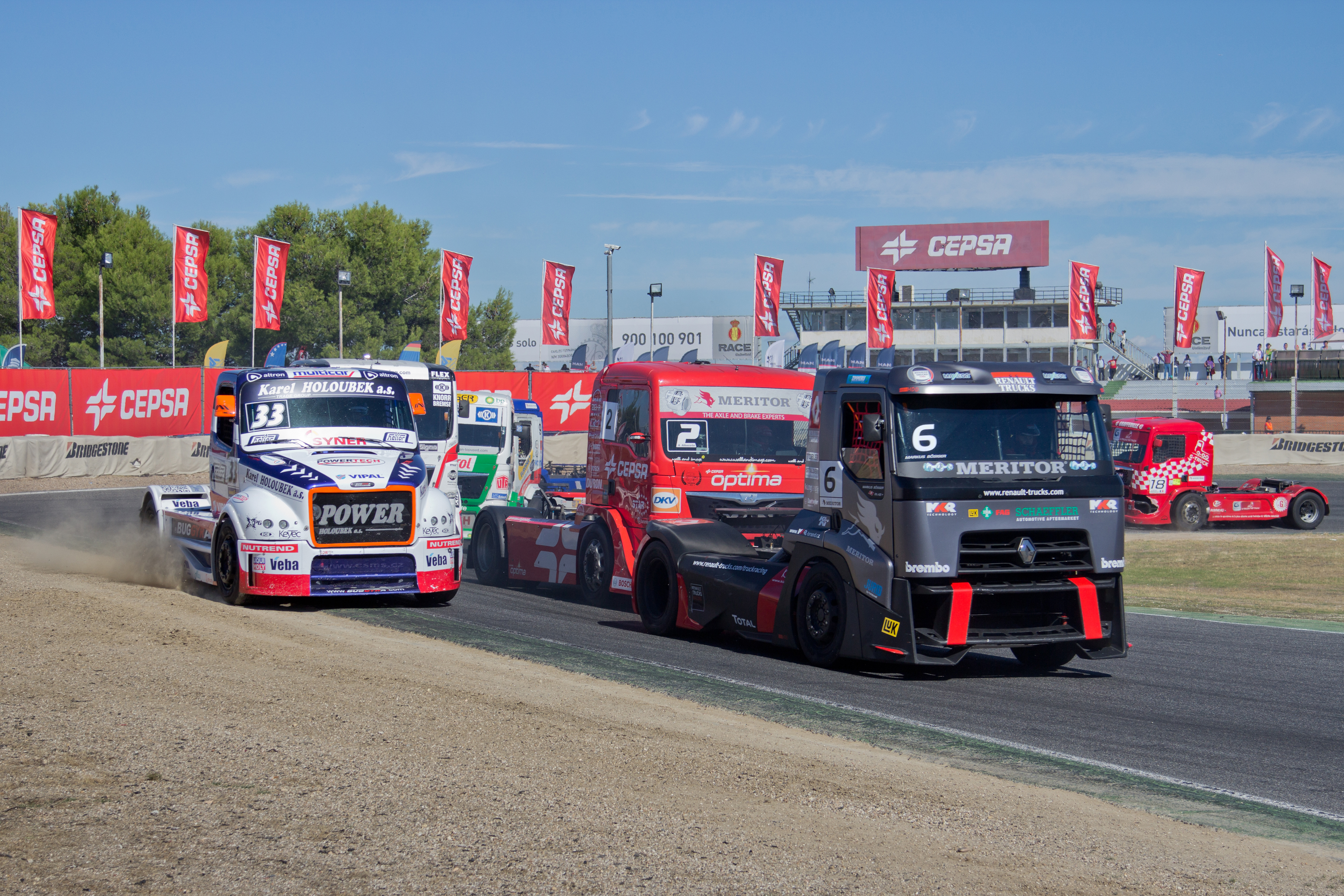
Spanien GP im Jarama Ring 2013

Die FIA European Truck Racing Championship 2013 umfasste zehn Veranstaltungen mit je vier Rennen in Europa. Sie war die 29. Truck-Racing-Europameisterschaft überhaupt, und die achte, seit ihr 2006 von der FIA das Prädikat Championship verliehen wurde (zuvor hatte die Meisterschaft lediglich den Status eines Cups).
Der zweifache Titelverteidiger Jochen Hahn gewann die Meisterschaft vor Antonio Albacete und Markus Oestreich zum dritten Mal in Folge. Dem Europameister von 2011, 2012 und jetzt auch 2013 gelang somit zum dritten Mal in der 29-jährigen Geschichte dieser Motorsport-Veranstaltung der Titel-Hattrick in der gleichen Klasse. Vor ihm haben das bisher nur Curt Göransson (Europameister in der Klasse B von 1988, 1989 und 1990) und Heinz-Werner Lenz (Europameister in der Klasse Race-Trucks 1997, 1998 und 1999) geschafft.
Auch Steve Parrish gewann 1992, 1993 und 1994 drei aufeinanderfolgende Europameister-Titel im Truck Racing, allerdings nicht in der gleichen Klasse. Gewann er 1992 und 1993 die Klasse C, so war es 1994 die Super-Race-Trucks-Klasse.
In der Team-Wertung gewann das Team Truck Sport Lutz Bernau mit Antonio Albacete und Markus Oestreich vor dem zweitplatzierten Castrol Team Hahn Racing mit Jochen Hahn und Mika Mäkinen und dem drittplatzierten Team MKR Technology mit Adam Lacko und Markus Bösiger.

## Teams und Fahrer
| Nr. | Fahrer                  | Team                                      | Marke         | bestrittene Läufe |
| --- | ----------------------- | ----------------------------------------- | ------------- | ----------------- |
| 1   | Jochen Hahn             | Castrol Team Hahn Racing                  | MAN           | Alle              |
| 2   | Antonio Albacete        | Equipo Cepsa                              | MAN           | Alle              |
| 3   | Adam Lacko              | MKR Technology                            | Renault       | Alle              |
| 4   | Markus Oestreich        | Truck Sport Lutz Bernau                   | MAN           | Alle              |
| 6   | Markus Bösiger          | MKR Technology                            | Renault       | Alle              |
| 7   | Mika Mäkinen            | Mad Croc Racing, Castrol Team Hahn Racing | MAN           | Alle              |
| 9   | Anthony Janiec          | Team 14                                   | Renault       | 1–5, 7-10         |
| 10  | Norbert Kiss            | OXXO Energy Truck Race Team               | MAN           | Alle              |
| 12  | Benedek Major           | OXXO Energy Truck Race Team               | MAN           | Alle              |
| 14  | Jean-Pierre Blaise      | 2CVRT                                     | Renault       | 1-5, 7-10         |
| 15  | Erwin Kleinnagelvoort   | EK-truckrace                              | Scania        | 2-5, 7-10         |
| 18  | Jérémy Robineau         | Robineau Competition                      | MAN           | 1-3, 5, 8-10      |
| 19  | Florian Orsini          | Team Orsini                               | Mercedes-Benz | 2-3, 7-10         |
| 19  | Dominique Orsini        | Team Orsini                               | Mercedes-Benz | 1, 4-5            |
| 21  | Frankie Vojtíšek        | Frankie Truck Racing Team                 | MAN           | 1-5, 7-10         |
| 22  | Gregory Ostaszewski     | Frankie Truck Racing Team                 | MAN           | 1-3, 5, 7, 10     |
| 23  | José Fernandes Teodosio | Vitry Truck Racing                        | Renault       | Alle              |
| 24  | Ellen Lohr              | Tankpool 24 Racing                        | Mercedes-Benz | 1, 3-5, 7-8       |
| 25  | Iurii Egorov            | Red Ice Racing                            | Freightliner  | 1-3, 5-6          |
| 25  | Michal Matějovský       | vermutl. Red Ice Racing                   | Freightliner  | 7                 |
| 33  | David Vršecký           | Buggyra Int. Racing System                | Freightliner  | Alle              |
| 44  | Steffi Halm             | Lion Truck Racing                         | MAN           | 1-2, 4-5, 7, 9    |
| 77  | René Reinert            | Reinert Racing                            | MAN           | Alle              |

Fahrer ohne feste Startnummer, deren Startnummer vor jedem Rennen festgelegt wurde:
| Nr. | Fahrer                     | Team                       | Marke         | bestrittene Läufe |
| --- | -------------------------- | -------------------------- | ------------- | ----------------- |
| 20  | Javier Mariezcurrena       | Javier Mariezcurrena       | MAN           | 2-3, 9-10         |
| 26  | Orlando Rodriguez          | Orlando Rodriguez          | Mercedes-Benz | 2, 9              |
| 27  | Gerd Körber                | Team Schwabentruck         | Iveco         | 1, 5, 7, 10       |
| 28  | Markus Altenstrasser       | Team Schwabentruck         | Iveco         | 4,5               |
| 29  | David Felipe Plaza         | Racing Truck La Roda       | MAN           | 2, 9              |
| 30  | Enrique Vila               | Alvi Truck Sports          | Mercedes-Benz | 2, 9              |
| 31  | Alberto Vila               | Alvi Truck Sports          | Mercedes-Benz | 2, 9              |
| 32  | Pedro Ignacio García Marco | Pedro Ignacio García Marco | Iveco         | 2, 9              |
| 34  | David Marco Bermejo        | David Marco Bermejo        | MAN           | 2, 9              |
| 35  | Sascha Lenz                | S.L. Truck Racing Team     | Mercedes-Benz | 5                 |
| 36  | Heinz-Werner Lenz          | S.L. Truck Racing Team     | Mercedes-Benz | 5                 |

## Punktestand

### Fahrer
Bei jedem Rennwochenende wurden vier Rennen gefahren. Die Wertung beim 1. und 3. Rennen erfolgte dabei nach folgendem Schema (Platz 1–10) 20, 15, 12, 10, 8, 6, 4, 3, 2, 1; bei den Rennen 2 und 4 mit umgekehrter Start-Reihenfolge wurden vom Platz 1 zum Platz 10 folgende Punkte vergeben: 10, 9, 8, 7, 6, 5, 4, 3, 2, 1.
| Rang | Fahrer           | Truck        | Punkte |
| ---- | ---------------- | ------------ | ------ |
| 1    | Jochen Hahn      | MAN          | 417    |
| 2    | Antonio Albacete | MAN          | 412    |
| 3    | Markus Oestreich | MAN          | 316    |
| 4    | Norbert Kiss     | MAN          | 301    |
| 5    | David Vršecký    | Freightliner | 294    |
| 6    | Adam Lacko       | Renault      | 227    |
| 7    | Markus Bösiger   | Renault      | 201    |
| 8    | Mika Mäkinen     | MAN          | 155    |
| 9    | René Reinert     | MAN          | 108    |
| 10   | Benedek Major    | MAN          | 91     |

| Rang | Fahrer                  | Punkte |
| ---- | ----------------------- | ------ |
| 11   | Anthony Janiec          | 65     |
| 12   | Frankie Vojtíšek        | 32     |
| 13   | Gerd Körber             | 24     |
| 14   | Jean-Pierre Blaise      | 23     |
| 15   | Stephanie Halm          | 16     |
|      | Javier Mariezcurrena    | 16     |
| 17   | Jeremy Robineau         | 13     |
| 18   | Iurii Egorov            | 4      |
| 19   | Markus Altenstrasser    | 3      |
| 20   | José Fernandes Teodosio | 2      |

| Rang | Fahrer                     | Punkte |
| ---- | -------------------------- | ------ |
| 21   | David Felipe Plaza         | 0      |
| 22   | Pedro Ignacio García Marco | 0      |
| 23   | Erwin Kleinnagelvoort      | 0      |
| 24   | Heinz-Werner Lenz          | 0      |
| 25   | Sascha Lenz                | 0      |
| 26   | Ellen Lohr                 | 0      |
| 27   | David Marco Bermejo        | 0      |
| 28   | Michal Matějovský          | 0      |
| 29   | Dominique Orsini           | 0      |
| 30   | Florian Orsini             | 0      |

| Rang | Fahrer              | Punkte |
| ---- | ------------------- | ------ |
| 31   | Gregory Ostaszewski | 0      |
| 32   | Orlando Rodriguez   | 0      |
| 33   | Alberto Vila        | 0      |
| 34   | Enrique Vila        | 0      |

Datenquellen: 
und 

### Team-Wertung
| Rang | Team                        | Fahrer                                   | Trucks        | Punkte |
| ---- | --------------------------- | ---------------------------------------- | ------------- | ------ |
| 1    | Truck Sport Lutz Bernau     | Antonio Albacete, Markus Oestreich       | MAN           | 777    |
| 2    | Castrol Team Hahn Racing    | Jochen Hahn, Mika Mäkinen                | MAN           | 630    |
| 3    | MKR Technology              | Adam Lacko, Markus Bösiger               | Renault       | 503    |
| 4    | OXXO Energy Truck Race Team | Norbert Kiss, Benedek Major              | MAN           | 457    |
| 5    | Team Blaise Janiec          | Anthony Janiec, Jean-Pierre Blaise       | Renault       | 168    |
| 6    | Lion Truck Racing           | Jérémy Robineau, Steffi Halm             | MAN           | 83     |
| 7    | Frankie Truck Racing Team   | Frankie Vojtíšek, Gregory Ostaszewski    | MAN           | 65     |
| 8    | Tankpool 24 Racing          | Dominique Orsini, Florian Orsini, Kursim | Mercedes-Benz | 10     |

Datenquelle für die Tabelle: 